# Вяхя, Тойво Иванович
То́йво Ива́нович Вя́хя (фин. Toivo Juhonpoika Vähä, в СССР Ива́н Миха́йлович Петро́в; 12 апреля 1901, Гельсингфорс, Великое княжество Финляндское — 18 июня 1984, Петрозаводск, Карельская АССР) — полковник пограничных войск КГБ СССР, писатель.

## Биография
Родился в семье рабочего Ивана Густавовича Вяхя (фин. Juho Kustaanpoika Vähä). Окончив начальную школу, с 14 лет начал работать на машиностроительном заводе, затем, в поисках заработка, приехал в Санкт-Петербург.
Октябрьскую революцию 1917 года встретил в Дубровке, небольшом посёлке под Петроградом. Во время гражданской войны в Финляндии сражался в рядах красной гвардии, после поражения в гражданской войне «красных финнов» в 1918 году вновь вернулся в Советскую Россию. Принимал участие в подавлении Кронштадтского восстания, в лыжном походе отряда Тойво Антикайнена на Кимасозеро.
В 1923 году окончил Петроградскую школу красных командиров. С весны 1923 года Тойво Вяхя — командир 13-го погранкордона под Сестрорецком (впоследствии — погранзастава).
С этого момента начинается период его жизни, связанный с контрразведывательной операцией («Трест»), разработанной ОГПУ, целью и результатом которой явился арест английского шпиона Сиднея Рейли. Тойво Вяхя была отведена задача держать открытым на участке границы своего погранкордона «окно». Успех операции «Трест» стал возможен благодаря легенде о том, что Тойво Вяхя — изменник и предатель, впоследствии расстрелянный (мнимо) после разоблачения и ареста.
Для сохранения этой легенды он вынужден был расстаться со своим именем и национальностью. Вместо Тойво Вяхя на одной из погранзастав Дальнего Востока «появился» Иван Михайлович Петров (награждённый к тому времени орденом Красного Знамени), а командир 13-го погранкордона Тойво Вяхя «исчез» на долгие годы.
В 1928 году окончил Высшую школу пограничных войск. Участвовал в «Дальневосточном походе». Служил в Белорусском пограничном округе командиром погранотряда, но с началом «большого террора» попал под подозрение за свой финский акцент. Был арестован как враг народа в 1937 году, содержался в белорусской тюрьме, провёл около года в камере для смертников, но расстрелян не был, как он сам предполагал:

С первого дня ареста меня поместили в камеру «законченных дел», откуда только один путь — в загородные леса и болота, где другие обречённые рыли огромные рвы… Почти год я ожидал расстрела, но меня всё не брали, хотя не раз в камере оставался только я один… Чем можно это объяснить? Думаю, кто-то из знающих меня чекистов, возможно, по старым ещё делам где-то перечеркнул мою фамилию в какой-то партии, и, поскольку расстреливалось ежедневно (по заявлению наркома НКВД Белоруссии Бермана) не менее четырёхсот человек, я оказался среди них бесхозным, и обо мне забыли.
В октябре 1938 года он был освобождён и призван в только что созданную Армию Куусинена.
С конца 1939 года И. М. Петров служил в рядах РККА командиром отдельного лыжного полка и командиром 126-го стрелкового полка. Получил звание майора (до 1940 года).
С началом Великой Отечественной войны был назначен командиром 143-го армейского запасного полка, затем — командиром 936-го полка 254-й стрелковой дивизии 11-й армии Северо-Западного фронта. В боях под Старой Руссой в районе дер. Горлица был тяжело ранен.
В дальнейшем до 1946 года служил заместителем начальника и начальником учебного отдела Златоустовского пехотного училища, получил звание полковника госбезопасности.
В 1946—1962 годах жил в посёлке Чуднов Житомирской области УССР. Был членом райкома КПСС, депутатом районного Совета. В 1946—1948 годах работал директором Чудновского спиртзавода. Затем переехал в Калининград.
В 1964 году он «расконспирировался» для бесед с писателем Львом Никулиным.
30 августа 1964 года в газете «Калининградский комсомолец» вышла статья под заголовком «Человек из легенды», после которой имена Тойво Вяхя и И. М. Петрова стали единым целым. К тому времени Иван Михайлович переехал в Петрозаводск, где посвятил себя писательской деятельности.
«Красные финны. Воспоминания» (фин. Suomalaiset punikit: muistelmia), «В чекистской операции „Трест“», «Ильинский пост», «Мои границы», «Второй эшелон» — это неполный список книг, созданных И. М. Петровым. Он был принят в члены Союза писателей СССР, стал лауреатом Государственной премии Карельской АССР.
Тойво Вяхя награждён многочисленными наградами, в их числе орден Ленина, три ордена Красного знамени(1925, ?, ?), орден Октябрьской Революции, орден Красной Звезды, орден Дружбы народов и многочисленные медали.
В 1976 году И. М. Петрову присвоено звание Почётного гражданина города Петрозаводска.
Похоронен в Петрозаводске на Сулажгорском кладбище.

## Память
- Памятник Т. Вяхя возле Чудновского спиртзавода.
- Мемориальная доска на доме по улице Герцена в Петрозаводске[5].
- Приказом Министерства речного флота от 17 апреля 1985 года именем Тойво Вяхя был назван сухогрузный теплоход проекта 1557 (тип «Сормовский»)[6]
- Имя И. М. Петрова (Тойво Вяхя) носит пограничная застава Северо-Западного погранокруга в Республике Карелия

## Сочинения
- И. М. Петров (Тойво Вяхя), Красные финны. Воспоминания. «Карелия», 1970.
- И. М. Петров (Тойво Вяхя), Красные финны: Воспоминания. — 2-е изд., доп. — Петрозаводск: «Карелия», 1973. — 239 с., ил.
- И. М. Петров (Тойво Вяхя), В переломные годы: Воспоминания. — Петрозаводск: «Карелия», 1978. — 263 с.
- И. М. Петров (Тойво Вяхя), Мои границы. Изд. «Карелия», 1981